# Ciments du Maroc
Ciments du Maroc (CIMAR) est une entreprise marocaine de matériaux de construction, filiale du groupe allemand Heidelberg Materials.
L'entreprise est le 2e producteur de ciments du pays et exploite trois usines de production sur trois sites différents (Ait Baha, Safi et Mzoudia-Marrakech), deux centres de broyage (Laâyoune,Selouane-Nador) et un centre d’ensachage (Jorf Lasfar).
Son siège est situé à Casablanca.

## Histoire
L'histoire de Ciments du Maroc a commencé avec la création de la Société des ciments d’Agadir (SCA) en 1951 en tant que filiale à 100 % de la société Ciments français. À la suite de sa cotation en 1969 à la Bourse de Casablanca, la SCA ouvre son capital aux actionnaires marocains et la part de la société Ciments français descend à 37 %.
En 1989, Ciments français crée deux filiales : Betomar pour le béton prêt à l’emploi et Sagram pour les granulats.
En 1990, Ciments français redevient l’actionnaire majoritaire avant d’être lui-même contrôlé par l'italien Italcementi. Durant cette année, la SCA et CIMASFI (Safi) fusionnent sous le nom de Ciments du Maroc.
En 1999, Ciments du Maroc achète la cimenterie de Marrakech ASMAR.
En 2003, la société crée une autre filiale pour les adjuvants : AxiMaroc.[réf. nécessaire]
En 2011, elle inaugure son premier parc éolien à Laâyoune,.

## Activités
- Ciment,
- Béton prêt à l'emploi BPE,
- Granulats